# وروتسی
وروتسی (به صربی: Vreoci) یک منطقهٔ مسکونی در صربستان است که در بلگراد واقع شده‌است. وروتسی ۱۷٫۱۱ کیلومتر مربع مساحت و ۲٬۵۵۹ نفر جمعیت دارد و ۱۳۷ متر بالاتر از سطح دریا واقع شده‌است.